# Crestonica bicolor
Crestonica bicolor är en fjärilsart som beskrevs av Sergius G. Kiriakoff 1968. Crestonica bicolor ingår i släktet Crestonica och familjen tandspinnare. Inga underarter finns listade i Catalogue of Life.